# 東京マルイ
株式会社東京マルイ（とうきょうマルイ、英: TOKYO MARUI Co., Ltd.）は、日本の模型・玩具メーカーである。主にエアソフトガンを製造・販売している。

## 概要

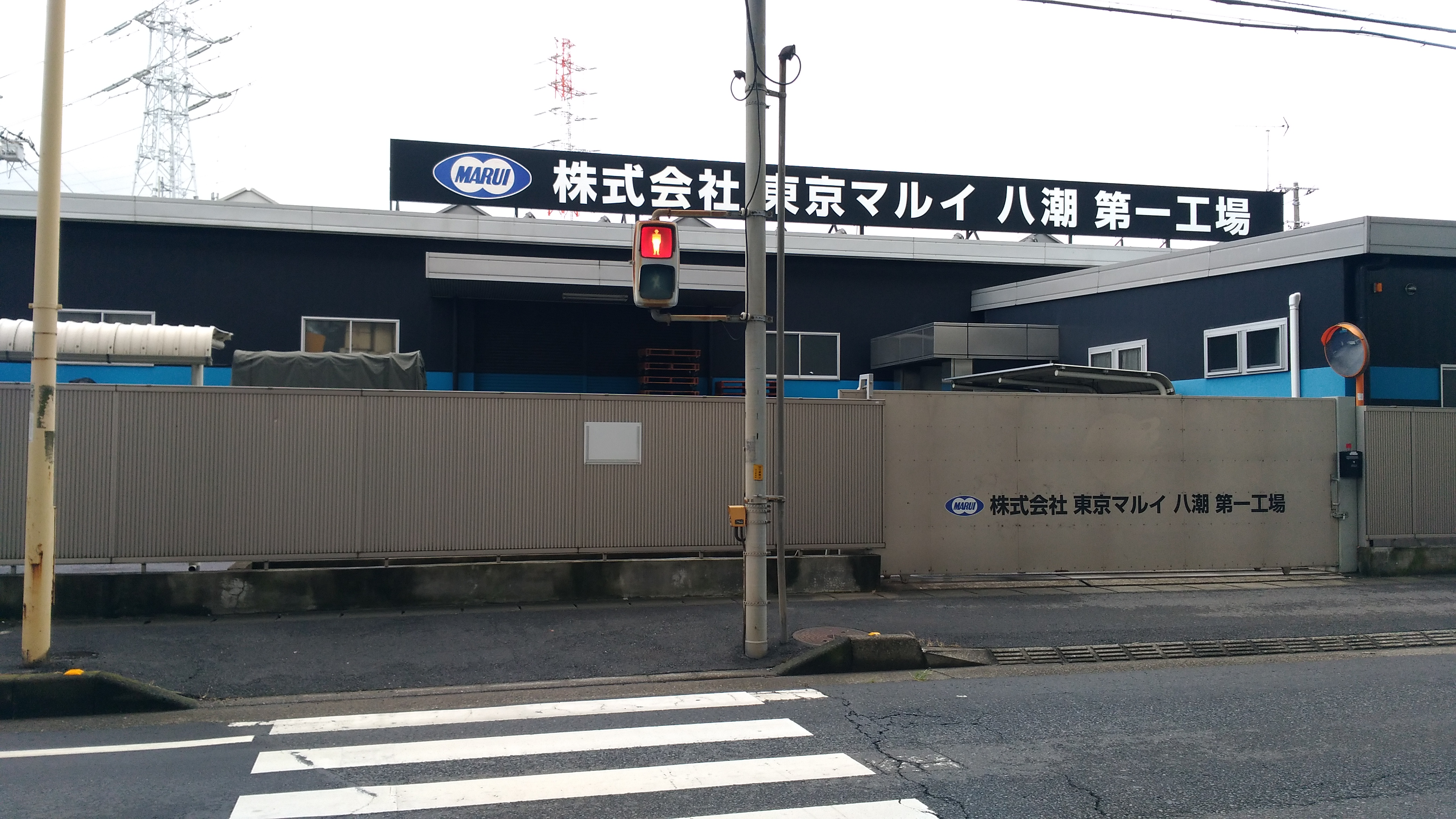
埼玉県八潮市の第一工場（2020年9月撮影）

トイガンを製造・販売している。正式名称は『株式会社東京マルイ』で、東京都足立区綾瀬に本社が所在する。エアソフトガンメーカーとして日本国内最大手のメーカーである。他にはプラモデルやラジコン、鉄道模型も取り扱っていた。工場は埼玉県、茨城県、千葉県などに置く。
日本国外へも輸出しており、YouTubeやTwitterなどにおいては、イニシャルを取って「TM」と省略されていることもある。Twitterでは新製品の発売日の案内や、電動ガン等の製品の開発要望などを受けている。

## 沿革
- 1965年5月 - 創立
- 1985年 - 1900円シリーズ第1号として「ルガーP08」を発売
- 1991年4月26日 - 電動ガン化第1号として「FA-MAS」を発売
- 2003年 - 電動ガンBOYs「コルトM4A1カービン」を発売
- 2004年
  - 12月9日 - 新型電動ガン「M4 S-System」を発売
  - 12月15日 - 電動ハンドガン「GLOCK18C」を発売
- 2005年
  - 8月9日 - 新型電動ガン「M14」を発売
  - 9月9日 - RCバトルタンク「TIGER I」を発売
  - 12月8日 - 電動ガン「コルトM4A1カービン」をリニューアル
- 2006年
  - 2月8日 - 電動コンパクトマシンガン「MP7A1」を発売
  - 7月13日 - 新型電動ガン「89式5.56mm小銃」を発売
- 2007年
  - 2月14日 - 鉄道模型ブランド「PRO Z」を発表
  - 12月20日 - 次世代電動ガン第1号として「AK-74MN」を発売
- 2009年4月10日 - 14歳以上推奨のガスブローバックガン「Rシリーズ」第一号としてハイキャパ5.1Rを発売
- 2010年10月20日 - 電動ecoスクーターを発表。
- 2012年10月 - 電動スクーター事業から撤退
- 2018年1月17日 - ガスブローバックガン、「USP」発売

## 製品

### エアソフトガン
マルイのエアソフトガンは、命中精度と耐久性、コストパフォーマンスに加え、競技における実用性を追求した設計で知られている。モーターで駆動する電動ガンの分野では先駆的メーカーであり、広い商品層と技術を持っている。トップ企業としてユーザーの育成は自社の責任であると自負し、対象年齢10歳以上のエアソフトガンやさらに低年齢向けのカテゴリー開拓にも力を入れている。

#### 商品の特徴
玩具としての使い勝手が良い設計と幅広い価格帯は、エアソフトガン市場におけるマルイのシェアを大きく広げることとなった。3発同時発射エアコッキング式ショットガンシリーズや24連射メカニズムのガスリボルバー、エアーコッキングボルトアクションライフル『VSR-10』など、サバイバルゲームユースを念頭に置いた新カテゴリーの開拓も継続的に行っている。
モデルアップにあたり、命中精度や耐久性を重視し、実銃では存在しない構造を採用したりパーツの形をアレンジ・別パーツではなく、鋳造で再現している部分も多くある。
元が玩具メーカーであるという性格から、遊戯銃としての使い勝手や耐久性を優先し、リアリティという側面では他社に劣ると言われることが一般的である。「実銃の究極の精密模型」を旨とするKSCとは対極の設計思想であり、ユーザーによって製品が比較される機会も多い。

#### エアーハンドガンシリーズ
低価格ながら射撃性能と外観の再現を追求した手動コッキング式ハンドガン。初期のシリーズの定価より「1900円シリーズ」とも呼ばれる。シリーズ第1号は1985年12月に発売された『ルガーP08』で、1900円という低価格に比して再現度の高い外観と高い射撃精度によりヒット商品となった。
東京マルイがエアソフトガン分野において確固たる地位を築いたのはこの1900円シリーズの功績が大きい。マルイは1900円シリーズ展開以前にも組み立て式のストライカー式トイガン（スポーツターゲット銃SSシリーズ／BBガンシリーズ）やカートリッジにエアシリンダーが内蔵されている方式のリボルバー型トイガン（エアースポーツ銃シリーズ）、ストライカー式でツヅミ弾を発射すると共に内蔵したキャップ火薬を発火させる複合式トイガン（ファイアースポーツ銃シリーズ）といったシリーズを発売していたが、いずれも外観の再現度は発売当時としては高かったものの、実射性能という点においてはメーカーが謳っているほどの性能はなかった。
中期の製品からは定価を1980円とし、一体成型のスライドやリアルサイズマガジンの採用、ショートリコイルの再現が行われた“ハイグレード（HG）シリーズ”が追加されており、バリエーションとして、ステンレスメッキが施された定価2600円の「ステンレスモデル｣、HGモデルにホップアップシステムを搭載し、塗装などの表面仕上げが施された定価2900円の「ホップアップモデル」が18歳以上用のみに存在する。10歳以上用モデルにはノーマル、HGを問わずホップアップが搭載されるが、塗装やウエイトが省略されている。かつては黒い金属光沢を再現した「ブラックメタルモデル」も存在した。
シリーズは価格を基準にまとめられているが、リニューアル版の『コルト M1911A1 ガバメント(HG)』では、製造コストからシリーズ定価では発売できない程になっているとのことで、旧型モデルの定価1900円、1980円シリーズのものが10歳以上用／18歳以上用としてリニューアル版と並行して販売されており、HG版の仕様変更モデル（構造は同一だが塗装やウエイトが省略されているもの）としての10歳以上用モデルが存在していない。
2013年5月に、10歳以上用モデルが2500円へ、18歳以上用ホップアップシステム搭載モデルが3500円へ価格が改定されることが、メーカー公式ホームページに掲載されたカタログを通して発表された。

#### 電動ガンシリーズ
充電式電池と電気モーターによる自動連射を可能にしたエアソフトガン。1991年に発売された「FA-MAS」から始まり、数年後には、それまでサバイバルゲームの主力だったフルオートガスガンに代わるシェアを獲得した。対象年齢10歳以上のモデルとして「ミニ電動ガン」「電動ブローバック」（コンバット・デルタ等）「電動ガンBOYs」といったシリーズを展開している。
2007年12月20日には、ボルトのブローバック機構とリコイルショック発生機構「シュート&リコイルエンジン」を搭載した次世代電動ガン『AK-74MN』が発売され、以後は次世代電動ガンが主力となっている。2011年にはファクトリー純正モデルのカスタムガンとしてハイサイクルシリーズのAK-47、M4が発売された。
また防衛省に対して89式小銃型（固定銃床式）の電動ガンをCQB訓練用教材として納入している。これは実銃用と区別するため弾倉底板がオレンジ色となっているほか、グリップやストックがOD色となっている。

#### ガスガン
ガスガンの分野では、1986年にスプリングの力でスライドが後退し、ガスの力で前進する『ブローバックメカ』を搭載した「ガス銃シリーズ」を発表し、1986年に『S&W M-59』を、1987年に『ブローニング・ハイパワー』を発売している。しかし、全体の形状がデフォルメされている上、マガジンは棒状のものをスライド後端から装填する（グリップ内部は脱着式ガスタンクを内蔵するスペースとなっている）など、当時のモデルガンの外観には遠く及ばず、形状面での不満が多かった。
1987年にはマガジンにBB弾とは別にカートリッジを装弾する方式の「自動排きょうシステム」を搭載した「GASシリーズ」が発表されたが、製品としては1987年と1989年に『ワルサーMPL』と『H&K MP5A3』の2機種が発売されたに留まっている。
その後しばらくは『ステアーGB』といった固定スライドガスガンをシリーズ展開していた。これら固定スライドシリーズはM59に比べれば外観の再現度は高かったが、東京マルイの主力商品はエアコッキングガンであったこともあり、5機種が発売されたものの、マイナーな商品であった。
1994年に発売した『デザートイーグル .50 AE』により、ガスブローバックガンに再参入し、その後もバイオハザードシリーズとのタイアップ商品、オリジナルデザインの『G26アドバンス』などを展開している。
ブローバック機構は、タニオ・コバなどと同様の、BB弾発射後の負圧を利用してガスルートを変更するミドルシュート方式を採用している。内部動作的にはミドルシュートではあるが、可動部分の質量によりブローバックの始動が遅れるため外観上はプレシュート動作となっている。

### モデルガン
エアソフトガンの他、1979年から2005年頃まではプラスチック製モデルガンを『造るモデルガン』のシリーズ名で発売していた。
発売当時の著名な拳銃がシリーズ化されており、商品名のとおり、購入者が自分で組み立て説明書に従ってランナーに配された部品を切り出し、接着剤で接合したりネジを締めたりして完成させる、いわゆる“プラモデル”である。 機構の省略やフォルムのデフォルメなどのアレンジはなされているが、縮尺1/1のリアルサイズの発火可能なモデルガンで、自動式拳銃のモデルは発火の反動でブローバックし排莢するメカニズムも再現している。
高価な金属製モデルガンに比べ、2千円台（発売当時価格）という価格帯で発売され、コレクションも容易で、プラスチック製品のため銃刀法の適用外となり、全体を黄色や白色にする必要がないため、安価ながらもフォルム、デティールの再現度は高いものであった。 反面、組み立てには相応の技術を要し、特にオートマチックモデルを快調に作動させるには丁重な組み立てと発火式モデルガンの知識に基づいた調整が必要で、手軽な“プラモデル”の感覚での組み立ては作動不良を頻発させるばかりか、すぐに壊れるという難点もあった。また、初期のロットでは付属の接着剤にABS樹脂用のものではなく通常のスチロール用のものが同封されており、これを用いた場合、設計上の想定強度が発揮されず、接着したはずの部品が完成後、特に発火させた際に脱落・分解する、という不良が多発した。この点も「すぐに壊れる」という不評を発生させた原因と推定される。 
1979年に第1弾の『44オートマグ』が発売されたことを始めとして、1983年の末に発売された『S&W M586』まで、20種を超える製品が発売された。1984年以降は新製品は発売されることはなく、既存製品が限定的に再生産されるのみで、2005年前後に出荷された製品をもって流通および店頭在庫のみの商品となっている。

### プラモデル
1980年代までは各種のプラモデルにも力を入れていた。
- 「アダムスキー型UFO」や「歩く生首」といった、モチーフが実物や特定のキャラクターではない物も販売していた。
- ガンプラブームのころ、類似品である「モビルフォース ガンガル」や「ウォーカースーツ」、また『スター・ウォーズ エピソード4/新たなる希望』の各種登場メカの類似品や、『スター・ウォーズ エピソード5/帝国の逆襲』の登場メカの類似品であるウォーカーガンナー、アーマードウォーカー[10]を発売していた。

このような手法は60年代後半の「スパイひみつ兵器」シリーズなどで既に行われており、『0011ナポレオン-ソロ』や007シリーズといった映画のスチール写真を模した肖像画などが使用されている。「スパイ秘密兵器」シリーズは、パッケージを当時のTVドラマ『太陽にほえろ!』を模した物に変えて「ヒミツ警察シリーズ」としても販売されている。このほか、『帰ってきたウルトラマン』の金型を転用した「科学レンジャー隊」や「マイザー」シリーズなどがある。こうした再版は、プラモデルの金型は持っているだけで税金がかかる事や新商品の更新といった面から、さまざまな模型会社で行われている。
カーモデルも人気が高く、特に1/24「カウンタック」やフェラーリ512BB(モーターライズでドアやリアのエンジンハッチ開閉、リトラクタブル式ライト開閉やムギ球(別売)を使用してのライト・テールランプ点灯可、ステアリング可動等、他のメーカー同スケールではなかったギミックが魅力だった)、KP47型スターレットのTS仕様やKPGC10型スカイラインGT-Rなどが知られている。その他にも他社にはない個性的な改造車やSDにデフォルメされた車のプラモデルなどを販売していた。1990年代初頭に数点のカーモデルが再版されて以降、絶版となっている。
他に1980年代にはリモコンロボットやポリカーボネート製のボディのグループCも生産、販売していた。

### ラジコン

#### ラジコンカー
1985年頃から数年間、1/10サイズのラジコンバギーを製造販売していた。タミヤ、京商の製品と競合したが、競争の激化とブームが下火になったことにより撤退した。ラジコンバギーのミニチュアとしてタミヤのミニ四駆が成功すると、東京マルイも対抗商品として1/10バギーを小型化した1/32サイズの電動ディフォルメ4駆商品「ジュニアレーサー」、「ハイパージュニアレーサー」を発売している。車種のモデルには自社商品の「サムライ」等だけでなく、京商との提携により「オプティマ」などもモデル化した。
代表的な1/10ラジコンバギー
- ザ・ハンター
- ギャラクシー
- ギャラクシーRS
- ザ・サムライ
- 忍者
- 将軍

その後は、小型のラジコンカーにシフトし、1/10サイズの製品は販売していない。1/24サイズのラジコンカー「RC CLUB」（現在は販売終了）を販売していた。パッケージには漫画家の西風によるイラストを採用し、ランナップはフィアット・アバルト、アルピーヌ・A110（公式ホームページにも掲載されていないかなりの希少品）、トヨタ・スポーツ800、モーリス・ミニクーパー、ホンダ・S800の5台を生産していた。

#### ラジコン戦車
1/24スケールのラジコン戦車も販売しており、「RC BATTLE TANK」シリーズ第一弾の陸上自衛隊の「90式戦車」以降、ドイツの「レオパルト2A5」、アメリカの「M1A1エイブラムス」、第二次大戦中のドイツ軍戦車「TIGER1」もラインナップされる。
超信地旋回、砲塔旋回、砲身の上下駆動といった戦車特有の動きを再現しているのに加え、同社製品「ミニ電動ガン」と同規格のエアソフトガンを砲塔に内蔵し、操縦だけでなく射撃も可能。「90式戦車」以降、コントローラのデザインが変更され速度調整が可能となっている。2017年現在、全て生産中止。

#### その他
平成ゴジラのブーム時期に、歩行する怪獣のラジコンとして「RC怪獣シリーズ」を販売していた。これはガレージキットの原型師による撮影用スーツ（着ぐるみ）を再現したリアルな外見の造形、作品中の動きを再現した可動、映像からサンプリングした音声などを売りにした商品であり、ゴジラ（初代ゴジラ、『VSビオランテ』版ゴジラ）、モスラ（対ゴジラ版幼虫）の3種が発売され、昭和キングギドラも原型は完成していたが、こちらは未発売に終わった。生産は終了している。

### 電動スクーター
第70回東京インターナショナル・ギフト・ショー秋2010で発表された、マルイ初の電動スクーター。
部品やバッテリーを全て中国で生産することにより、最安のモデルで9万9750円（予価）と、大手原動機付二輪車メーカーのヤマハの電動スクーターの半額以下で発売を開始、しかし僅か2年後の2012年、収益の改善が困難と判断し同事業から撤退を決定した。

### IRCヘリコプター
2010年より発売され、50分の充電で5分の飛行ができる赤外線コントロールのヘリコプター。ブランド名はSWIFT。
耐久性がよく主に室内での飛行がメインであり操作性に優れている。赤外線操作であるのでプロポにアンテナ等はないが、ラジコンヘリと遜色ない操作が楽しめる。値段は6000円前後。現在は生産、販売ともに終了している。

### 鉄道模型
2007年12月17日より発売している。今回の参入により日本国内では実質的に3番目のZゲージ販売メーカーになる。ブランド名は「PRO Z」である。
第1弾となる商品ラインナップは、EF65形500番台と20系寝台客車、山手線E231系500番台の7両基本セットとEF65形500番台、カニ21、ナロネ21、ナシ20、ナハネフ23、ナハネ20、ナハネフ22、モハE231（動力車）、モハE231（モーターなし）、モハE230、クハE231、クハE230、サハE231、サハE230の各車両が単品で発売されている。車両を初めとする各商品は、現在各種イベントで試作品が公開されている。なお機関車以外の全車両にLED常点灯方式の室内灯が標準装備される。この他にジオラマレールセット、コントローラーが単品で発売されている。

### その他
1980年代には一時期、リモコンロボットの模型を製造していた。また、実際に使用できる乾電池駆動のハンドドリル、卓上ボール盤、糸鋸盤、グラインダーのキットを販売している。
1990年代には「空気水ロケット」を発売したが短期間で撤退している。

### 2025年現在、発売中のラインナップ
エアーコッキングガン
- エアーハンドガン（10歳/18歳以上用）
- エアーショットガン
- エアーボルトアクションライフル[注 3]
- BBエアーリボルバー（10歳以上用）
- ニュー銀ダンエアガンRF（7歳以上用ダブルアクショントリガー式エアーコッキングガン）（販売終了）
- 緊急ガン（7歳以上用ダブルアクショントリガー式エアーコッキングガン）　（生産終了）

電動ガン
- 電動ガン スタンダード
- 次世代電動ガン(リコイルショック・ブローバック機能付き電動ガン)
- 電動ガン ハイサイクルカスタム
- 電動コンパクトマシンガン
- 電動ショットガン
- 電動ガン ハンドガンタイプ
- 電動ガン Rシリーズ(14歳以上推奨低年齢向けシリーズ)
- 電動ガンボーイズ（10歳以上用スケールダウンモデル）
- 電動ガンLIGHT PRO（10歳以上用リアルサイズモデル）
- ミニ電動ガン（10歳以上用ディフォルメモデル）（販売終了）

ガスガン
- 固定スライドガスガン
- ガスブローバック
- ガスブローバックRシリーズ（14歳以上推奨低年齢向けシリーズ）
- ガスブローバック・フルオート
- ガスブローバックマシンガン
- ガスショットガン
- ガスグレネードランチャー
- ガスリボルバー[注 4]